# Obstetricia (matronería)

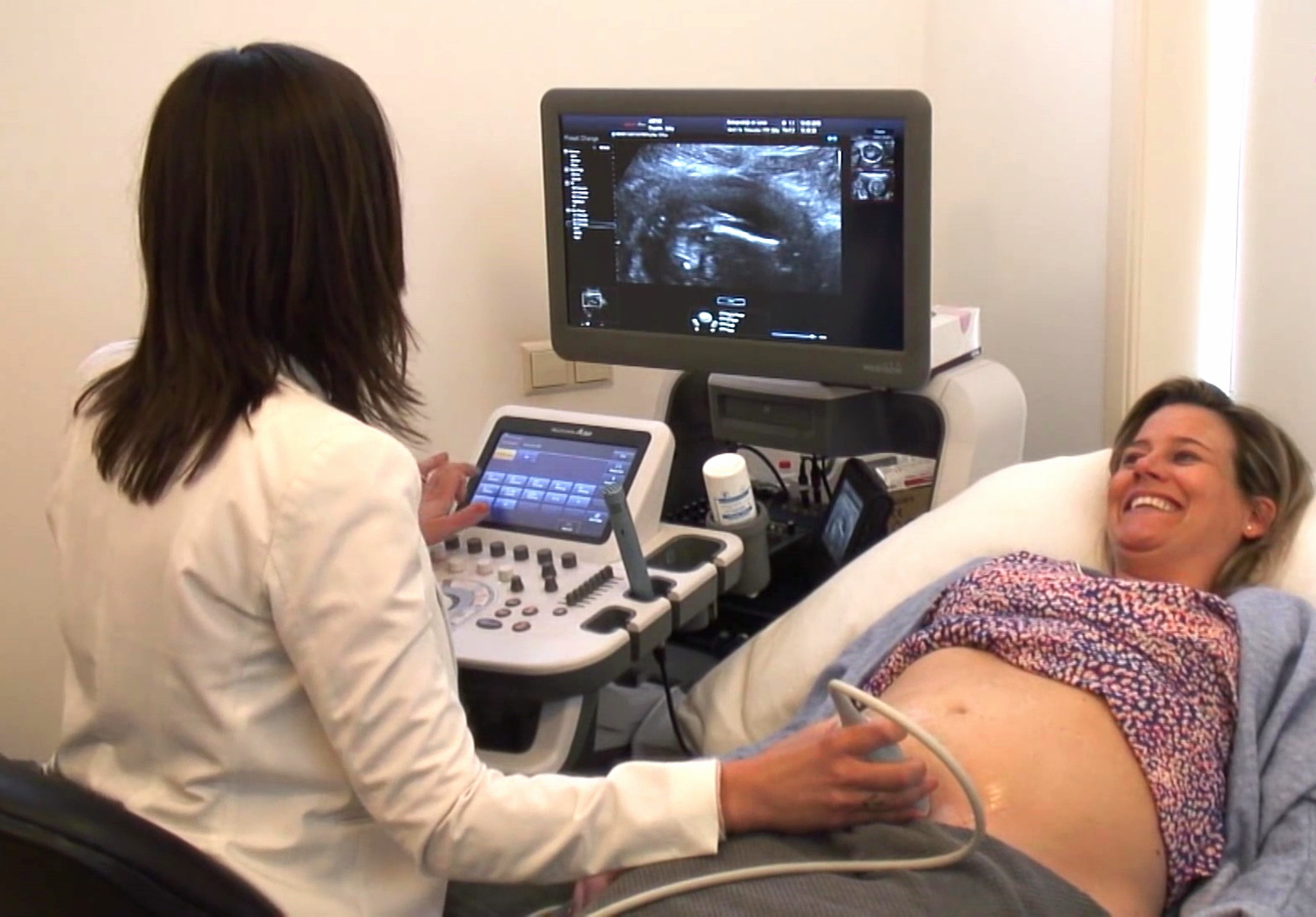
Control obstétrico del embarazo con una obstetra o matrona.

La obstetricia (del latín obstare «estar a la espera») o matronería es la ciencia de la salud y la profesión que se encarga del embarazo, el parto y el puerperio (incluyendo la atención del recién nacido), además de la salud sexual y reproductiva de la mujer a lo largo de toda su vida. En muchos países es una profesión médica (especial por su formación especializada directa e independiente; no debe ser confundida con la especialidad médica, que depende de una formación general previa). El profesional que ejerce la obstetricia se llama Obstetra, Licenciado/a en obstetricia, Obstetrico/a, Matrón/a, Comadrón/a o Partero/a. La mujer que puede ayudar a las embarazadas durante el proceso del trabajo de parto sin formación para asistir el nacimiento suele llamarse doula.

## Áreas de la obstetricia (matronería)

### Embarazo

#### Atención preconcepcional
La asistencia previa a la gestación se basa en la prevención primaria, cuyo objetivo es evitar la aparición de la enfermedad. La utilidad de estas consultas no se limita a las mujeres con alguna enfermedad, sino que se amplía a todas aquellas que desean quedarse embarazadas y que están aparentemente sanas y sin factores de riesgo, ya que puede ayudarles a disminuir el riesgo en el embarazo y prepararles a ellas y a sus familias para el embarazo, nacimiento y cuidados del bebé.
Algunos de los factores de riesgo identificables antes de la gestación incluirían una edad materna avanzada, consanguinidad, enfermedades maternas como Diabetes Mellitus o rubéola, o hábitos nocivos como el consumo de tabaco o alcohol. 
La atención preconcepcional se puede llevar a cabo en las consultas preconcepcionales de los centros de asistencia al embarazo, en consultas de planificación familiar o en consultas de atención primaria, siempre que la mujer lo desee. Sería aconsejable que se llevaran a cabo al menos un año antes del inicio del embarazo, evaluando el riesgo, y con especial énfasis en los antecedentes personales, familiares y reproductivos de la mujer y la pareja, llevando a cabo una exploración física, y desarrollando actividades de promoción de la salud. No se deben incluir pruebas que no tengan valor en la mujer no gestante y que son de igual valor si se realizan durante la gestación. 

#### Atención prenatal
En la práctica obstétrica la matrona controla a la mujer embarazada con regularidad para vigilar posibles trastornos del embarazo que puedan ser detectables, como:
- Diabetes gestacional
- Pre-eclampsia
- Placenta previa. Con ultrasonido se detecta si la placenta está obstruyendo el canal de nacimiento.
- Posición anormal del feto (únicamente al final del embarazo)
- Limitación de crecimiento intrauterino. Para averiguar si el crecimiento fetal es menor al 10% de lo que se estima según la edad gestacional. Las causas pueden ser intrínsecas (debido al feto) o extrínsecas (normalmente problemas de placenta).

La frecuencia de los controles prenatales varían de acuerdo al grado de riesgo que la gestante presente. En los primeros controles se ordena la detección de determinadas infecciones (Chagas, hepatitis B y C, Sífilis -VDRL-, HIV, toxoplasmosis, otras -varía con respecto al lugar geográfico-) y también se práctica examen ginecológico y estudios complementarios (examen de Papanicolau y cultivo de flujo vaginal.) Estos procedimientos, a modo de ejemplo, varían de acuerdo a las zonas geográficas.
Las maniobras para determinar actitud y presentación (maniobras de Leopold) comienzan a efectuarse alrededor de la semana 30. La auscultación cardíaca fetal, en consultorio con estetoscopio de Pinard, comienza a realizarse a partir de la semana 20 de gestación.
Durante la atención prenatal, se instruye a la gestante sobre la maternidad, la procreación responsable y la planificación familiar. Además, contribuye a mejorar la relación matrona-paciente y la prepara para el parto.

### Parto

#### Inducción del parto
Una matrona al detectar un riesgo en el embarazo debe recomendar que la paciente acuda a un médico Gineco Obstetra, quien evaluará a la páciente y decidirá la inducción del parto si considera que hay riesgos de llevarlo a término tanto para la madre como para el feto, o incluso para ambos. Entre las causas de esta medida se encuentran la pre-eclampsia, diabetes, poco crecimiento fetal u otros trastornos médicos generales, como una enfermedad renal.
La inducción se puede llevar a cabo en cualquier momento después de las 24 semanas de gestación si el riesgo para la madre o el feto es mayor que el hecho de que sea un feto prematuro, independientemente de la madurez de los pulmones. Para evitar esta inmadurez se administran esteroides a la madre antes de las 32 semanas.
Si el parto no se produce al cabo de las 41 o 42 semanas se realiza la inducción, ya que la placenta se vuelve inestable a partir de este momento.
la inducción de trabajo de parto se realiza en instituciones de salud que dispongan de Médico especialista Gineco Obstetra, y sala de operaciones, en caso de que la inducción no logre un parto, en cuyo caso los médicos procederan a realizar una cesárea.
Los métodos de inducción son:
- Aplicación de prostaglandina E2
- Amniorrexis, o rotura artificial del saco amniótico.
- Administración intravenosa de oxitocina.

#### Parto
Según la Organización Mundial de la Salud es la matrona el profesional indicado para la asistencia al parto eutócico (o parto normal), incluyendo todas las acciones de monitorización, exploración, etc.

### Puerperio
La estancia mínima de las mujeres que han realizado un parto en un hospital es de seis horas. Si las pacientes son internadas, se llevan a cabo completas evaluaciones postnatales todos los días, o con mayor frecuencia si es necesario. Evaluaciones posnatales incluyen observaciones del bienestar general de la mujer, de sus pechos (con asistencia sobre lactancia materna o sobre la supresión de la misma), palpaciones abdominales (si no han tenido una cesárea) para chequear una posible involución del útero, chequeos de heridas de cesárea (el vendaje no tiene que ser eliminado para esto), chequeos de perineo, particularmente si se rasgó o tuvo puntos de sutura, revisiones de loquios, aseguramiento de normal flujo de micción, detección de signos y síntomas de una trombosis venosa profunda, etc.

### Atención del recién nacido
Al nacer, el bebé recibe una puntuación de Apgar, como mínimo, al minuto y cinco minutos de edad. Se trata de una puntuación sobre 10 que evalúa el bebé en cinco áreas diferentes - cada valor entre 0 y 2 puntos. Estas áreas son: el color, el esfuerzo respiratorio, el tono, el ritmo cardíaco, y la respuesta a estímulos. La matrona chequea al bebé por cualquier problema obvio, y el equipo de pediatría lo evalúa para proporcionar el contacto precoz piel a piel con la madre y el inicio de la lactancia materna. posteriormente en el servicio de pediatría (neonatologia) lo pesa y mide la circunferencia de su cabeza. La matrona se asegura que el bebé tiene la etiqueta con los nombres de los padres correspondientes y toma la huella de la planta del pie. La matrona realiza estas comprobaciones lo más cerca a la madre como sea posible y trata de devolver rápidamente el bebé a la madre. Se fomenta el contacto piel con piel, ya que esto regula la tasa cardiaca del bebé, la respiración, la saturación de oxígeno y la temperatura - promoviendo la unión y la lactancia.
En el área de Neonatologia, el médico pediatra y la enfermera especialista son los encargados de asistir a los recién nacidos que se encuentran hospitalizados en Unidades de Cuidados Neonatales, desde cuidados intermedios hasta cuidados intensivos. Las competencias del profesional le permiten asistir a recién nacidos de término o prematuros, con patologías médicas o de resolución quirúrgica.

### Salud sexual y reproductiva
La atención de la salud sexual y reproductiva comprende el conjunto de métodos, técnicas y servicios promocionales, preventivos, recuperativos y rehabilitadores, que contribuyen a la salud y al bienestar sexual y reproductivo de las personas de acuerdo con sus necesidades cambiantes en cada etapa de la vida. Entre otros, incluye:
- La promoción de una vivencia positiva y una actitud responsable de la sexualidad en la población. La asesoría en materia de anticoncepción y prevención de comportamientos de riesgo para evitar y/o disminuir los embarazos no deseados e infecciones de transmisión sexual (ITS).
- La detección en la mujer de factores de riesgo y problemas ginecológicos: ejecución de actividades de promoción de la salud y educación en autocuidado.
- participa en los programas nacionales y provinciales en tamizajes y deteccion de patologías del tracto genital inferior de la mujer. en la realización de técnicas como el Papanicolau, test de HPV, Colposcopias, Inspección visual Asistida. hisopados perianales para la detección de estreptococo del grupo B.
- Con la correspondiente capacitación pedagógica el profesional de obstetricia también se desempeña como docente que imparte educación en salud sexual y reproductiva, y educación sexual integral

### Ecografía gineco-obstétrica
Corresponde a un área de especialidad de la matronería, campo compartido con profesionales médicos .

### Planificación Familiar
El Profesional Lic. en obstetricia realiza todas las consejerías y permite la elección del mejor método anticonceptivo para cada situación. El objetivo de la planificación familiar es mejorar la salud materna y de los hijos en general.como también controlar la reproducción con el uso de métodos anticonceptivos durante el acto sexual también por otra parte se encarga de guiar y pre escribir a la pareja en todos los estudios complementarios de diagnóstico para llevar a cabo la fertilización. Gracias a la planificación familiar, las personas pueden controlar el número de hijos que tendrán, o cuando desean hacerlo.

### Climaterio y Menopausia
Es un profesional adecuado donde se encarga de la prevención y promoción de una mejor calidad de vida de la mujer en edad adulta instaurando a realizarse un chequeo general, un examen mamario y ginecológico, testear la presión arterial y llevar a cabo estudios complementarios que ayuden a identificar factores de riesgo y a implementar medidas preventivas con el objetivo fundamental de cuidar la salud de la mujer y mejorar su calidad de vida.

## Profesionales de obstetricia (matronería)
Según la definición internacional de la Confederación Internacional de Matronas (ICM, por sus siglas en inglés):

Una matrona es una persona que ha completado con éxito un programa educativo de obstetricia que es reconocido en el país donde se imparte y que está basado en las Competencias esenciales para la práctica de la obstetricia de la ICM y en el marco de las Normas globales de la formación de la obstetricia de la ICM; quien ha obtenido las calificaciones requeridas para estar registrada y/o legalmente licenciada para ejercer la obstetricia y usar el título de matrona; y quien demuestra competencia en el ejercicio de la obstetricia.

Esta definición también ha sido adoptada por la Organización Mundial de la Salud (OMS) y por la Federación Internacional de Obstetricia y Ginecología (FIGO).

## Ámbito de práctica de la obstetricia (matronería)

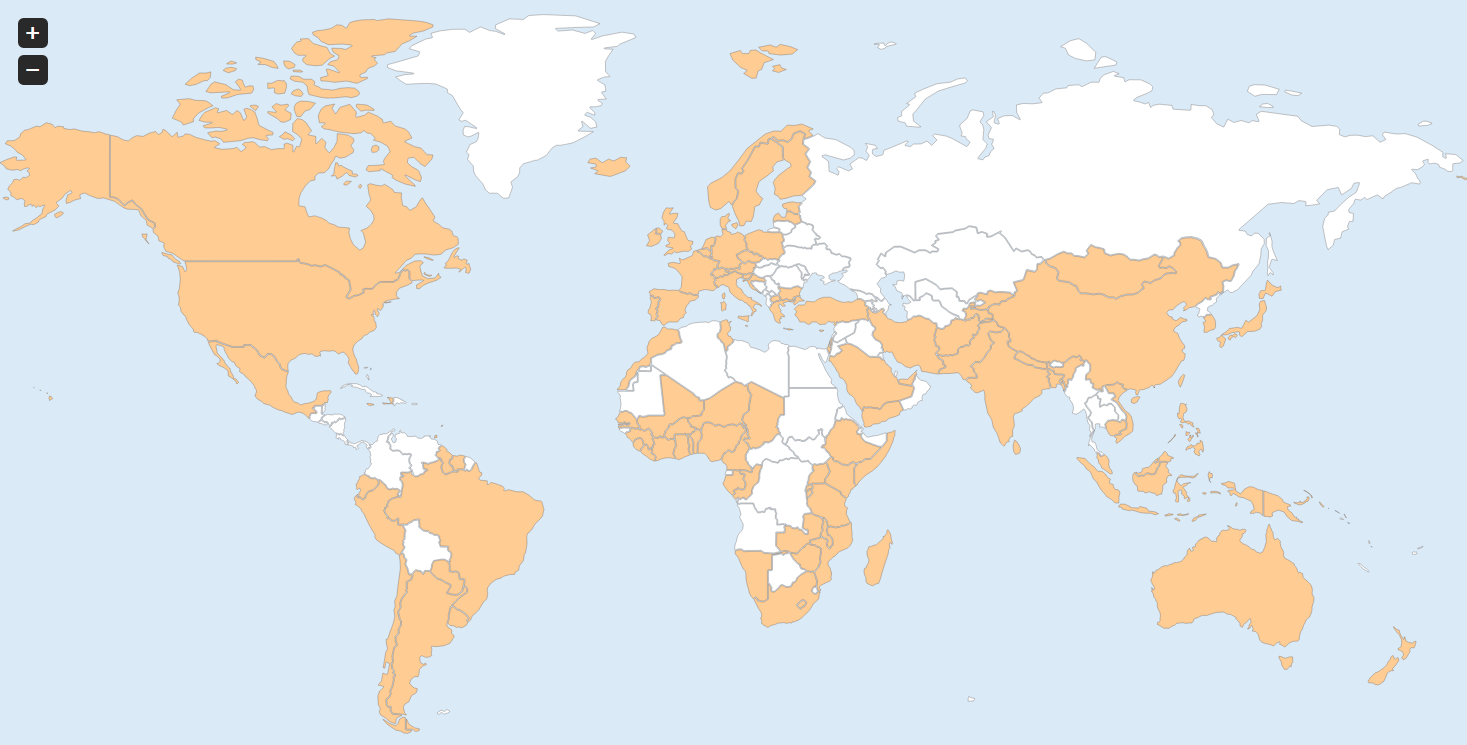
Presencia de matronas alrededor del mundo (112 países), basado en información oficial de la Confederación Internacional de Matronas (ICM) al 2017.

La matrona está reconocida como la profesional responsable de brindar a las mujeres el soporte, cuidado y asesoramiento necesarios durante el embarazo, parto y el puerperio normales, de dirigir nacimientos bajo su propia responsabilidad y de proporcionar cuidados al recién nacido y al lactante (si no hay médico pediatra o enfermera neonatóloga). Este cuidado incluye medidas preventivas, la promoción del nacimiento natural, la detección de complicaciones en madre y niño, el acceso a atención médica u otra apropiada asistencia y la toma de medidas de emergencia.
La matrona tiene la importante tarea de brindar educación y asesoría en salud, no sólo para la mujer, sino también para la familia y la comunidad. Este trabajo debe incluir la educación prenatal y la preparación para ser padres y puede extenderse a la salud de la mujer, la salud sexual o reproductiva, y el cuidado de los niños.
Una matrona puede ejercer en cualquier entorno, incluyendo la casa, comunidad, hospitales, clínicas o centros de salud.

## Formación y regulación

### Argentina
Formación y regulación
La formación de pregrado en obstetricia es una carrera universitaria que conduce al título profesional de  ("Obstétrico")("Obstetra") al igual que la formación de Grado en obstetricia es un carrera universitaria que conduce al título profesional ("Licenciado en Obstetricia"). Los estudios de postgrado (para profesionales de obstetricia registrados) conducen a títulos de especialistas y maestrías. Los profesionales de obstetricia en Argentina deben estar registrados en los Colegios Provinciales para practicar la profesión y poder usar el título profesional
Asociaciones/colegios profesionales
- Federación de Obstetricos de la República Argentina (FORA).[16]

- Colegio de Obstétricas de la Provincia de Buenos Aires (COPBA).[17]

- Colegio de Obstétricas de la Prov. de Misiones
- Colegio de Obstetras de la Provincia de Santa Fe
- Colegio de Obstetras de Entre Ríos (CODER).[18]
- Sociedad Obstétrica del Chaco (SOCH)
- Asociación de Obstétricas Municipales (ADOM).[19]
- Colegio Obstétrico de Catamarca
- Sociedad Obstétrica Mendocina (SOM)
- Colegio de Obstétricos de Santiago del Estero
- Sociedad Obstétrica de Formosa
- Asociación Civil de Obstétricas Unidas de Tucumán (ACOUTUC)
- Colegio de Licenciados en Obstetricia de Jujuy

### Australia
Formación y regulación
La formación de pregrado en obstetricia es una carrera universitaria que conduce a licenciaturas en obstetricia (Bachelor of Midwifery, Bachelor of Midwifery (Honours)). Los estudios de postgrado (para profesionales de obstetricia registrados) conducen a grados de máster (Master in Midwifery, Master in Midwifery (Research), MSc Midwifery).
Los profesionales de obstetricia en Australia deben estar registrados en la Australian Health Practitioner Regulation Agency para practicar la profesión y poder usar el título profesional (Midwife o  Registered Midwife).
Asociaciones/colegios profesionales
- Australian College of Midwives (ACM).[22]

### Canadá
Formación y regulación
La formación de pregrado en obstetricia es una carrera universitaria que conduce a licenciaturas en obstetricia (B.H.Sc. in Midwifery, Bachelor of Midwifery).
Los profesionales de obstetricia en Canadá deben estar registrados, después de un proceso de evaluación por parte de los organismos evaluadores provinciales, para practicar la profesión y poder usar el título profesional (Midwife, Registered Midwife o, el equivalente en lengua francesa, Sage Femme).
Asociaciones/colegios profesionales
- Canadian Association of Midwives (CAM).[24]

### Chile
Formación y regulación
La matrona y matrón en Chile son un profesional facultativo de alta relevancia social .
La formación de pregrado en obstetricia es una carrera universitaria que conduce al título profesional (Matrón o Matrona). Los estudios de postgrado (para profesionales de obstetricia registrados) conducen a títulos de especialista.
Asociaciones/colegios profesionales
- Colegio de Matronas y Matrones de Chile.[27]

### Ecuador
Formación y regulación
La formación de pregrado en obstetricia es una carrera universitaria que conduce al título profesional (Obstetra o Licenciado en Obstetricia).
Asociaciones/colegios profesionales
- Federación Nacional de Obstetricia del Ecuador.[29]

### España
Formación y regulación
El proceso académico para especializarte en obstetricia en España es: 
- Bachillerato y EBAU: Obtener el título de Bachillerato y aprobar la EBAU.
- Grado en Medicina: Completar el Grado en Medicina (6 años).
- Examen MIR: Preparar y aprobar el examen MIR.
- Residencia: Realizar la residencia en Obstetricia y Ginecología (4 años).
- Título de Especialista: Obtener el título y colegiarte.

Existen otras opciones de instituciones educativas en reproducción asistida.

### Francia
Formación y regulación

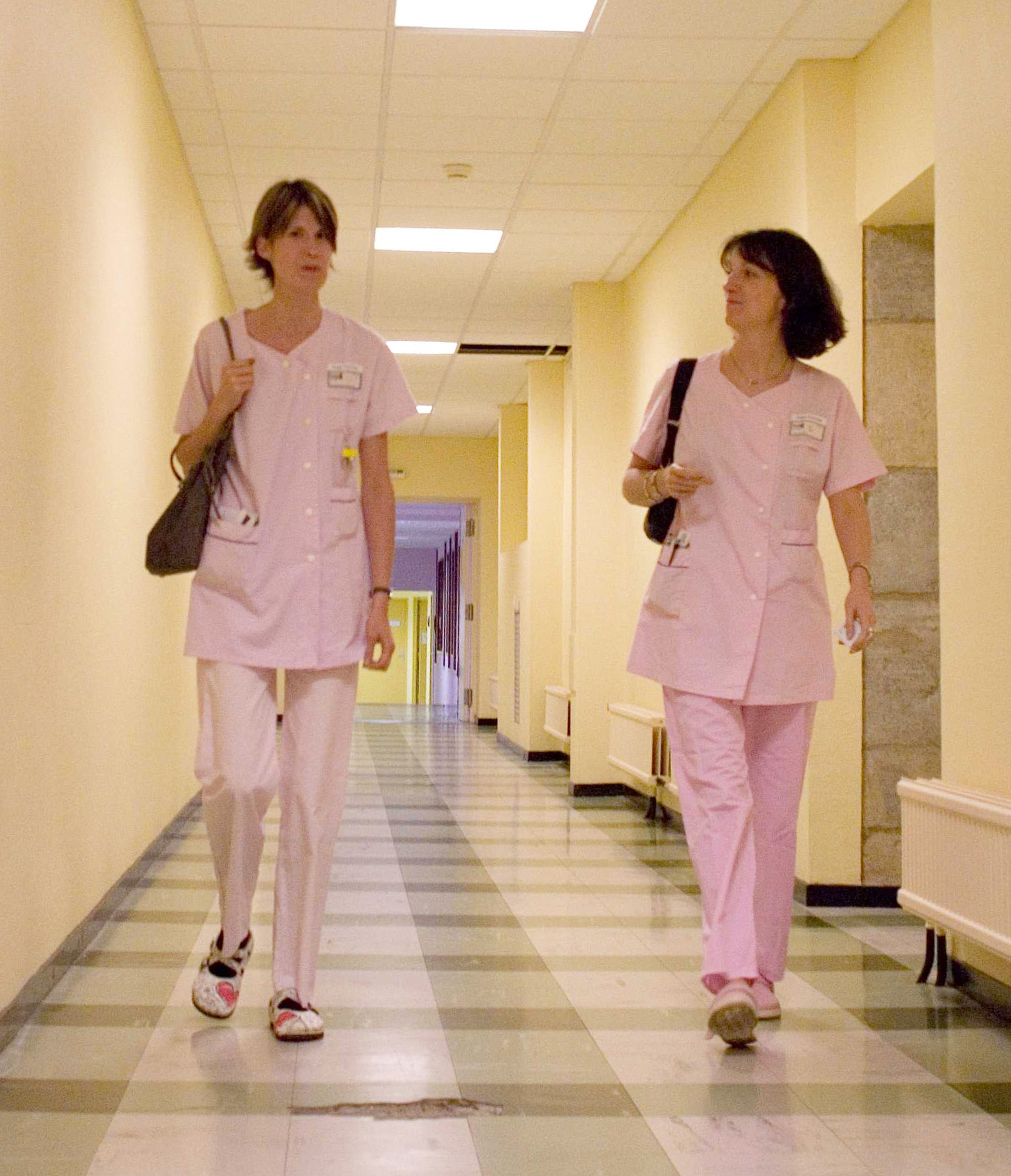
Dos obstetrices francesas

La formación de pregrado en obstetricia es una carrera universitaria que conduce al grado de máster en obstetricia (Diplôme d'Etat de Sage-Femme).
Los profesionales de obstetricia en Francia deben estar registrados en la Ordre des sages-femmes para poder practicar la profesión y usar el título profesional (Sage-Femme).
Asociaciones/colegios profesionales
- L'Ordre des Sages-Femmes, Conseil National.[32]
- Collège National des Sages-Femmes de France (CNSF).[33]
- Société Française de Maïeutique (SFMa).

### Irlanda
Formación y regulación
La formación de pregrado en obstetricia es una carrera universitaria que conduce a la licenciatura en obstetricia (BSc (Hons) Midwifery). Los estudios de postgrado (para profesionales de obstetricia registrados) conducen a grados de máster (MSc Midwifery, MSc Midwifery Practice).
Los profesionales de obstetricia deben estar registrados con la autoridad reguladora nacional (NMBI) para practicar la profesión y usar el título profesional (Midwife o Registered Midwife).

### Los Países Bajos (Holanda)
Formación y regulación
La formación de pregrado en obstetricia es una carrera universitaria que conduce a la licenciatura en obstetricia (HBO-bachelor Verloskunde).
Los profesionales de obstetricia obtienen el título profesional (Vroedvrouw, Vroedmeester, o Verloskundige).
Asociaciones/colegios profesionales
- Royal Dutch Organisation of Midwives | Koninklijke Nederlandse Organisatie van Verloskundigen (KNOV).[36]

### México
Formación y regulación
En la NORMA Oficial Mexicana NOM-007-SSA2-2016, para la atención de la mujer durante el embarazo, parto y puerperio, y de la persona recién nacida se contemplan las figuras de Partera Técnica y Partera Tradicional. Además, hay parteras profesionales egresadas de diversos programas académicos. La primera escuela de Partería con reconocimiento oficial en México es el Centro para los Adolescentes de San Miguel de Allende- CASA A.C. En 2016 se crearon la Escuela de Partería Profesional Hra Cayale Guenda Nabani en Oaxaca y la Licenciatura en Partería Profesional de la Universidad Autónoma de Guerrero. Para 2018 se abrió la Licenciatura en Salud Reproductiva y Partería en la Universidad Tecnológica de Tulancingo en Hidalgo.
Las parteras tradicionales enfrentan obstáculos como discriminación, infodemia y es necesario reconocer su aporte en la disminución de la mortalidad materna-infantil en las comunidades de Chiapas, Guerrero y Oaxaca.

### Nueva Zelanda
Formación y regulación
La formación de pregrado en obstetricia es una carrera universitaria que conduce a la licenciatura en obstetricia (Bachelor of Midwifery o Bachelor of Health Science (Midwifery)). Los estudios de postgrado (para profesionales de obstetricia registrados) conducen a títulos de postgrado o calificaciones equivalentes (Postgraduate Certificate in Midwifery, Postgraduate Diploma in Midwifery, Master of Midwifery, PhD Professional Doctorate).
Los profesionales en obstetricia en Nueva Zelanda deben estar registrados con la Midwifery Council of New Zealand para poder practicar la profesión y usar el título profesional (Midwife).
Asociaciones/colegios profesionales
- New Zealand College of Midwives.[43]

### Paraguay
Formación y regulación
La formación de pregrado en obstetricia es una carrera universitaria que conduce al título profesional (Obstetra o Licenciado en Obstetricia).
Asociaciones/colegios profesionales
- Asociación de Obstetras del Paraguay (A.O.P.).[45]

### Perú
Formación y regulación
La formación de pregrado en obstetricia es una carrera universitaria que conduce al título profesional (Obstetra). Los estudios de postgrado (para profesionales de obstetricia registrados) conducen a títulos de segunda especialidad.
Asociaciones/colegios profesionales
- Colegio de Obstetras del Perú (COP)

### Reino Unido
Formación y regulación
La formación de pregrado en obstetricia es una carrera universitaria que conduce a licenciaturas en obstetricia (BSc (Hons) Midwifery, Bachelor of Midwifery (Hons)). Los estudios de postgrado (para profesionales de obstetricia registrados) conducen a grados de máster (MSc Midwifery, MSc Advanced Practice Midwifery).
Los profesionales en obstetricia deben estar registrados con el consejo regulador nacional para practicar la profesión y usar el título profesional (Midwife o Registered Midwife).
Asociaciones/colegios profesionales
- Royal College of Midwives (RCM).[49]
- Independent Midwives UK (IMUK).[50]
- Association of Radical Midwives (ARM).[51]

### Uruguay
Formación y regulación
La formación de grado en obstetricia es una carrera universitaria que conduce al título profesional (Obstetra Partera/o).
Asociaciones/colegios profesionales
- Escuela de Parteras, Facultad de Medicina, Universidad de la República.[53]

## Modelo de atención obstétrica dirigido por matronas
El "modelo de atención dirigido por matronas" es aquel donde una o más matronas tienen la responsabilidad primordial de la atención de las mujeres embarazadas, con una red multidisciplinaria de consulta y de referencia a otros proveedores de la atención sanitaria en caso sea necesario. Esto es diferente al "modelo de atención dirigido por médicos", donde un médico obstetra es el principal responsable. En los "modelos de atención compartida" la responsabilidad puede ser compartida entre una matrona y/o un médico obstetra.
De acuerdo con una revisión Cochrane de los sistemas de salud pública en Australia, Canadá, Irlanda, Nueva Zelanda y el Reino Unido, "a la mayoría de las mujeres se les debe ofrecer modelos de atención dirigidos por matronas y las mujeres deben ser alentadas a pedir esta opción, aunque se debe tener precaución en la aplicación de este política en las mujeres con complicaciones médicas u obstétricas sustanciales". El modelo de atención dirigido por matronas tiene efectos como:
- La reducción en el uso de la epidural, con menos episiotomías o partos instrumentales.
- El aumento de las posibilidades de que la mujer embarazada sea atendida por una matrona conocida.
- El aumento de las probabilidades de tener un parto vaginal espontáneo.
- La disminución en el riesgo de parto prematuro.
- La disminución en el riesgo de perder al bebé antes de las 24 semanas de gestación, aunque no parece haber diferencias en el riesgo de perder al bebé después de las 24 semanas.

Básicamente la matrona y el médico obstetra realizan el mismo trabajo, con la diferencia de que la matrona está más relacionada al proceso obstétrico normal y natural, y el médico obstetra está más relacionado al proceso obstétrico quirúrgico e intervencionista.

## Historia de la obstetricia (matronería)
Debido a la importancia de su acción, la obstetricia (como asistencia del parto) es una práctica que ha existido desde los albores de la civilización humana.

### Cultura hebrea
El conocimiento concreto (1700 a. C.) de las primeras parteras lo tenemos a través de la Biblia donde existen citas textuales que hacen referencia al trabajo de la partera. Nos referimos a las comadronas hebreas, mujeres que gozaban de una consideración distinguida y prestigio social. La necesidad de sus servicios en la corte y entre las damas aristocráticas les hacía frecuentar las casas y palacios y el trato con altas dignidades y mandatarios.

### Antiguo Egipto
De la civilización egipcia se sabe que, tanto el médico como la comadrona, eran profesiones libres, al igual que la de veterinario que también existía. Gozaban de gran prestigio y de la estima de sus conciudadanos. Por estas circunstancias se piensa que la enseñanza de estos profesionales estaba basada en la experiencia práctica que se iba adquiriendo al estar junto con otro más experimentado. El alto estatus social de la mujer en el Antiguo Egipto, independientes social, legal y sexualmente y no discriminadas en cuanto al acceso a las enseñanzas médicas, está auspiciada por el desarrollo de la escritura; esta impulsó el conocimiento ginecológico y obstétrico y por tanto, una cuidadosa atención a la patología obstétrica, ginecológica y a sus prácticas, como atestiguan los papiros encontrados. El papiro Ebers, datado entre el 1900 y 1550 antes de Cristo, comprende cinco columnas de papiro que tratan sobre ginecología y obstetricia, narrando específicamente de la aceleración del parto y la realización de pronósticos sobre la pervivencia del recién nacido. El papiro Westcar, fechado en 1700 a. C. incluye instrucciones para calcular la fecha prevista de alumbramiento, y describe distintos tipos de sillas de parto. Los bajorrelieves encontrados en las estancias reales en Luxor y en otros templos, también atestiguan la importante presencia que la profesión tenía en la cultura egipcia.

### Cultura grecorromana
La medicina griega, se proveyó de los conocimientos egipcios sobre embarazo y parto. En la Grecia Clásica, las comadronas o “maiai” (partera), gozaban de elevada dignidad y alto reconocimiento social, en estrecha relación con los filósofos, lo mismo que el arte de la Partería, o Mayéutica. La ley ateniense exigía para ejercer este oficio, haber sido madre y no estar ya en edad de procreación. La madre de Sócrates, Fenáreta, fue comadrona y de la analogía que estableció el filósofo con el oficio de su madre, nombró Mayéutica a su método filosófico.
En la antigua cultura grecorromana, el oficio de matrona era desempeñado por un amplio número de mujeres, entre las que se incluían aquellas de edad avanzada que seguían la tradición médica popular en los poblados del Imperio Romano, matronas entrenadas cuyo conocimiento emanaba de distintas fuentes, y mujeres con un alto grado de formación que eran consideradas médicos femeninos.
Tal y como describe el médico Sorano en el siglo II d. C. en su trabajo Ginecología, una “buena” matrona tenía que aglutinar las siguientes características: culta, inteligente, poseedora de una buena memoria, amante de su trabajo, respetable y sin ninguna incapacidad que disminuya la percepción de sus sentidos (p. ej. vista, olfato, oído) hasta impedirle realizar su labor, con los miembros intactos, fuerte y, de acuerdo con algunos, con dedos largos y finos que acaben en una uña corta.
Sorano también recomienda que la matrona muestre una actitud comprensiva (aunque no es necesario que haya dado a luz) y que mantenga sus manos suaves, con el fin de mejorar la comodidad de la madre y el hijo. Plinio el Viejo, valoraba la pertenencia a la nobleza así como la tranquilidad y la discreción en una matrona. Es difícil encontrar en la antigüedad una mujer que poseyera esta combinación de psique, virtud, habilidad y formación, por lo que parece que en estos tiempos existían tres grados diferentes de matrona. El primero era el de aquellas mujeres aldeanas que conocían la técnica; el segundo sugería mayor estatus social ampliando su conocimiento con la lectura de algunos textos sobre obstetricia y ginecología; pero el tercero era una profesional intensamente formada y considerada una especialista médica en la atención a la mujer.
Las matronas eran conocidas con diferentes nombres en la antigüedad, como iatrine, maia, obstetrix y médica. A raíz de los hallazgos encontrados, parece que la matrona fuera tratada de forma diferente en el Este del Mediterráneo que en el Oeste.
En el este, algunas mujeres superaban la profesión de matrona (maia), siendo consideradas obstetras (iatros gynaikeios), necesitando para ello una formación oficial. Así mismo, aunque en número reducido, existían algunos tratados ginecológicos escritos por mujeres de nombre griego que circulaban entre los círculos médicos. Ateniéndonos a estos hechos, las matronas en el este eran profesionales respetadas que podían vivir de forma independiente y con suficiente reconocimiento social como para publicar trabajos leídos y citados por médicos. De hecho, el estudio de algunas reglamentaciones romanas sugiere que las matronas disfrutaban de estatus y remuneración comparable a la de los doctores masculinos. Un ejemplo de una matrona citada por médicos masculinos es Salpe de Lemnos, quien escribía sobre las enfermedades de la mujer y es mencionada en varias ocasiones en los trabajos de Plinio.
Sin embargo, en la parte oeste del Imperio romano, conocemos de la existencia de matronas principalmente de los epitafios funerarios. De los pequeños ejemplos encontrados en estos epitafios, se han sugerido dos hipótesis. La primera es que la profesión de matrona no era ejercida por mujeres nacidas en el seno de familias libre durante varias generaciones. Por lo tanto, parece ser que la mayoría de las matronas eran de origen esclavo. La segunda hipótesis es que, dado que la mayoría de los epitafios describen a las mujeres como manumitidas (esclavas liberadas), se puede presuponer que las matronas eran valoradas, obteniendo suficientes ingresos como para ganarse su liberación. No se ha podido averiguar cuáles eran los criterios por los que se seleccionaban las esclavas y se les formaba como matronas. Es posible que las esclavas fueran aprendices enseñadas por sus propias madres.
Los deberes reales de la matrona en la antigüedad consistían principalmente en la asistencia durante el parto, aunque también podían ayudar en otros problemas médicos relacionados con la mujer. A veces, la matrona llamaba a un médico que colaboraba con ella si aparecían complicaciones; en la mayoría de los casos, traía dos o tres ayudantes. Matronas y médicos de la antigüedad creían que el parto era más sencillo para la mujer si este se realizaba en posición sentada. Para esto, durante el parto, las matronas llevaban un taburete a la casa donde se iba a producir el alumbramiento. En el asiento de la silla había un agujero con forma de luna creciente a través del cual el niño nacía. La silla también tenía unos reposabrazos a los que la parturienta se agarraba durante el alumbramiento. La mayoría de las sillas disponían de un respaldo para que la madre empujara contra él, pero Sorano sugiere que, en determinados casos, las sillas no disponían del mismo, siendo una asistente la que se colocaba detrás de ella y la sujetaba. La matrona se ponía enfrente de la paciente, dilatando suavemente y tirando del feto, mientras daba instrucciones a la madre sobre la forma de respirar y de empujar durante las contracciones y las asistentes ayudaban presionando el abdomen de la paciente. Finalmente, la matrona recogía al recién nacido, lo envolvía en un trozo de tela, cortaba el cordón umbilical y lo limpiaba. Al bebé se le salpicaba con sal fina molida, natrón o aphronite, con la intención de secar los residuos del nacimiento, enjabonando seguidamente, volviendo a espolvorear y a enjabonar de nuevo. A continuación, la matrona limpiaba las secreciones de la nariz, la boca, las orejas y el ano. Las matronas eran animadas por Sorano a poner un poco de aceite de oliva en los ojos del niño, con la intención de limpiarlos de residuos, y a colocar una pieza de lana humedecida con aceite de oliva sobre el cordón umbilical. Después del parto, la matrona inspeccionaba al bebé para saber si estaba sano para ser criado. Se cercioraba de que no presentara ninguna deformidad congénita y comprobaba que su llanto era fuerte y sano. Finalmente, la matrona evaluaba las posibilidades de supervivencia del recién nacido, recomendando abandonarlo al aire libre si presentaba deformidades graves.
Un relieve en terracota del siglo II d. C. encontrado en la tumba de Escribonia Ática en Ostia, mujer del médico y cirujano M. Ulpio Amrimnu, muestra con detalle un parto. Escribonia era matrona y el relieve la muestra atendiendo un parto, con la paciente sentada en la silla de partos, agarrándose a los reposabrazos y con una ayudante detrás. Escribonia aparece sentada en un taburete bajo, frente a la mujer y con mirada distraída mientras asiste el parto dilatando y masajeando el cérvix, tal y como aconseja Sorano.
Los servicios de una matrona eran caros; este hecho sugiere que las mujeres pobres que no podían pagar a una profesional, frecuentemente tenían que ser asistidas por las mujeres de su familia. Muchas familias ricas tenían sus propias matronas. Sin embargo, la inmensa mayoría de las mujeres del mundo grecorromano recibían los cuidados de manos de matronas contratadas, ya fueran profesionales altamente cualificadas o poseedoras de los conocimientos básicos de obstetricia. Asimismo, muchas familias tenían la oportunidad de elegir entre contratar a una matrona que practicara la medicina tradicional popular o los métodos modernos de asistencia. Como muchas otras cosas en la antigüedad, la calidad de los cuidados ginecológicos recibidos dependía en gran medida del estatus socioeconómico de la paciente.

### Cultura Mexica
En el mundo mexica el nacimiento de un bebé llegaba por obra de las parteras, quienes procuraban la salud de su madre. Ellas eran las tlamatquiticitl, las que les daban a sus pacientes embarazadas todas las atenciones prenatales, haciendo uso de sus conocimientos herbolarios y anatómicos. Así, ayudaban a un buen alumbramiento, aliviaban las dolencias del embarazo y del parto, y llevaban el registro continuo de la evolución del bebé dentro del vientre. Ellas eran una pieza clave de la sociedad mexica. Absolutamente todas las mujeres contaban con una especialista de este tipo a su alcance, con obvios privilegios para las mujeres de la nobleza, que tenía a su disposición todo un equipo de tlamatquiticitl. Aconsejaban bañarse con agua tibia y continuar teniendo relaciones sexuales hasta el séptimo mes, para evitar que el bebé naciera débil y enfermizo.
También recomendaban no levantar cosas pesadas y evitar las sorpresas desagradables, asimismo, las funciones que cumplían antes del alumbramiento eran las de realizar exámenes ginecológicos y reacomodar al bebé en caso de que este estuviera en una posición no óptima para nacer. Los mexicas eran extremadamente limpios y un parto requería mucha más higiene aún, de lo cual se encargaba la partera al mantener impecable hasta el cabello de la futura madre.
Era también la tlamatquiticitl quien organizaba su sala de partos y los continuos baños en el temazcal con hierbas aromáticas, para relajar los nervios de su paciente, así como para mantenerla limpia tanto en cuerpo como el espíritu. Llegado el día de las contracciones, la partera proporcionaba a la parturienta una infusión a base de coapatli, una hierba que tenía la virtud de impulsar o empujar al bebé hacia fuera. Pero si los dolores persistían y la mujer no dilataba, se le suministraba la medida de medio dedo de cola de tlacuatzin.
La posición en que la tlamatquiticitl colocaba a su paciente para las labores de parto era en cuclillas, sujetándola de los talones, posición en que la gravedad ayudaba a la salida del bebé y disminuía el esfuerzo de la madre. Algunos escritos españoles nos describen, sorprendidos, que las mujeres mexicas daban a luz con mucho menos esfuerzo que las españolas y se recuperaban más rápidamente. Una vez nacido el bebé, se le bañaba con agua fría, como una ofrenda a la diosa Chalchiuhtlicue para que “purificara su corazón y se hiciera bueno y limpio”. A la madre se le conducía nuevamente al temazcal para que pudiera desintoxicarse y relajarse, todo lo cual contribuiría a la producción de leche. Acabado el ritual la partera se quedaba cuatro o cinco días en la casa, vigilando de cerca el desarrollo de la madre y el hijo.
Durante su estancia se llevaban a cabo una serie de rituales, como enterrar la placenta en un rincón de la casa, o dar el cordón umbilical a un guerrero para que lo enterrara en su próximo campo de batalla, con lo que se trataba de marcar el futuro como guerrero del recién nacido (Álvarez, 2017).

### Edad Media

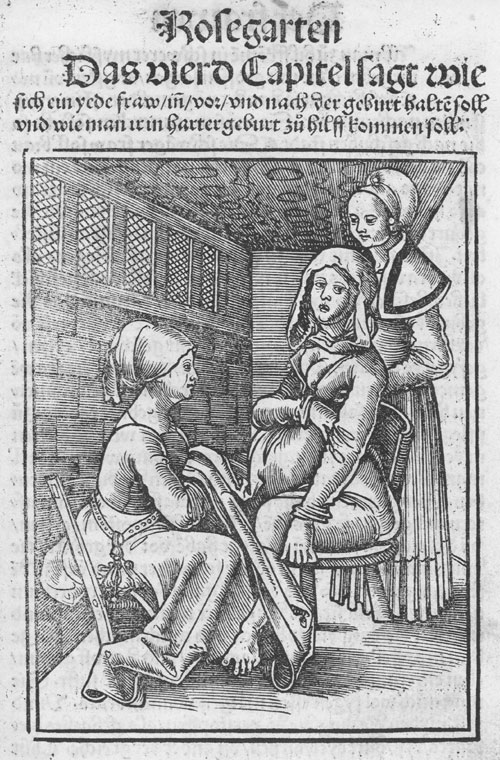
Mujer dando a luz en una silla de partos, recogido en el trabajo Der Rosgarten, de Eucharius Rößlin.

Durante la era cristiana, las matronas en Europa se volvieron importantes para la Iglesia, debido a su rol en los bautismos de emergencia, y comenzaron a ser reguladas por el derecho canónico de la Iglesia católica. Durante el medievo, el parto era considerado tan arriesgado que la Iglesia pedía a las mujeres embarazadas que antes prepararan sus mortajas y confesaran sus pecados por si morían. La Iglesia se refería al Génesis 3:16 como el origen del dolor durante el parto, donde el castigo impuesto a Eva por su desobediencia a Dios es "Multiplicaré los sufrimientos de tus embarazos; darás a luz a tus hijos con dolor. Sentirás atracción por tu marido, y él te dominará". Un dicho medieval popular era: “Cuanto mejor es la bruja, mejor es la matrona”. Para protegerse contra la brujería, la Iglesia exigía que las matronas recibieran una licencia del obispo y realizaran un juramento por el que rechazaban el uso de magia para ayudar a las mujeres a dar a luz.
Las matronas se formaban acompañando a otra mujer de más edad y experiencia que venía cumpliendo con tal menester. Los conocimientos sobre los cuidados de la mujer embarazada, de la parturienta, de su recién nacido, de los métodos anticonceptivos y abortivos así adquiridos se transmitían de generación en generación, normalmente de madres a hijas o a cualquier otra familiar, como en la antigüedad. De esta forma la partera se iba haciendo una experta en su ámbito de actuación. Esta forma de transmisión del conocimiento pudo poner tal vez a la matrona en situación de destierro o riesgo para su vida, acusada de superstición.[cita requerida]

### Renacimiento
La obstetricia se instituyó como especialidad lentamente, al principio como una especialidad menor y desvalorizada en manos de barberos-cirujanos que, viendo la necesidad de un emporio con el que posicionarse en el mundo de la medicina del que habían sido excluidos hasta el momento, hicieron acopio de la experiencia acumulada por ellos, y la tradujeron en un considerable conocimiento científico con el consiguiente enfrentamiento con el cuerpo médico y las matronas, siendo estas últimas las que quedaron marginadas a pesar de su resistencia.
El siglo XVI supondrá un “Renacimiento de la Obstetricia”, esta nueva etapa en los cuidados maternales coincide con la publicación de una serie de libros concebidos para la educación de las matronas. En el siglo XVI es la iglesia quien concede licencias para practicar como matrona, en 1557 el obispo de Canterbury le otorgará la licencia a una matrona llamada Eleanor Pead, entre sus funciones se encuentra la del bautismo en aquellos casos de recién nacidos moribundos o demasiado enfermos para trasladarlos hasta la iglesia para su bautismo.
La más conocida de las matronas francesas de la época fue la célebre comadrona Louise Bourgeois, nacida en 1563 cerca de París donde se casó con un joven cirujano-barbero llamado Martín Boursier, alumno y ayudante de Ambrosio Paré. Su gran actitud y conocimientos en obstetricia la llevaron a ser conocida como “la más diestra de las Comadronas de su época”, y su fama hizo que fuese nombrada “comadrona de la corte de Enrique IV”, donde tuvo el honor de asistir al parto de la reina María de Médicis, recogiendo en sus manos al futuro rey Luis XIII y posteriormente seguiría asistiendo a los nacimientos de príncipes, infantes e infantas de Francia.
Las matronas francesas fueron más conscientes que las del resto de Europa de la necesidad de perfeccionar sus conocimientos y actuar como profesionales con base científica, por el hecho de que en Francia la obstetricia se desarrolló antes que en ningún país y desde allí se difundió.
La división entre cirujanos y matronas creció, como consecuencia de que los médicos empezaran a aseverar que sus procedimientos científicos modernos eran mejores para las madres y los niños que los tradicionales utilizados por las matronas. Si este argumento era o no válido, se puede deducir de la entrada de Justine Siegemund, renombrada matrona alemana del siglo XVII, cuya Court Midwife (1690) fue el primer texto médico alemán realizado por una mujer.

### Edad Contemporánea
El siglo XVIII será de gran importancia para la obstetricia por la gran cantidad de manuales que se generan tanto para matronas como para cirujanos comadrones y por la pérdida de la hegemonía que venían ostentando las matronas en la asistencia al parto. Entre los nombres notables del siglo XVIII encontramos dos “hombres-comadrones” que jugaron un papel primordial en la transición desde la matrona medieval a la obstetricia moderna. El primero fue Fielding Ould, quien estableció la práctica de matrona como una ciencia sujeta a la investigación científica al escribir su “A Treatise of Midwifery” (1742). En Francia destacó la matrona Angélique du Coudray, que no solo escribió un manual, sino que también creó un maniquí para la práctica durante la enseñanza.
En el transcurso del siglo XVIII, como consecuencia de la regulación de los estudios de cirujanos y matronas, son varios los manuales que se publicaron dedicados al arte obstétrico de la formación de las parteras. Entre ellos cabe destacar:
“Cartilla nueva, útil, y necesaria para instruirse las matronas, que vulgarmente se llaman Comadres, en el oficio de partear” Antonio Medina (1750). “Nuevo y natural medio de auxiliar a las mujeres en los lances peligrosos de los partos sin operación de manos ni instrumentos” Babil de Gárate (1756). “Instrucciones sucintas sobre los partos, para la utilidad de las Comadres" Joseph Raulin (1772). “Embriología sagrada o Tratado de la obligación que tienen los curas, confesores, médicos, comadres, y otras personas, de cooperar a la salvación de los niños que aún no han nacido, de los que nacen al parecer muertos, de los abortivos, de los monstruos” Francisco Cangiamila (1785). 
La primera formación reglada de las matronas en España se inició en 1790 en el Real Colegio de Cirugía de San Carlos de Madrid siendo el catedrático Agustín Ginesta el encargado de la enseñanza. Uno de los catedráticos del Colegio, Juan de Navas, escribió un libro en 1795 destinado a la formación de estas profesionales : “Elementos del arte de partear”. Su propia hija, Concepción de Navas, obtuvo el título de matrona en el Colegio.
A finales del siglo XVIII en Inglaterra la mayoría de los bebés eran todavía sacados por una matrona, pero a comienzos del siguiente siglo, la mayoría de esos niños eran traídos al mundo por cirujanos. Se ha escrito gran cantidad de estudios que tratan sobre este cambio histórico.
Los científicos sociales alemanes Gunnar Heinsohn y Otto Steiger han postulado una teoría por la que la profesión de matrona se convirtió en objeto de persecución y represión por parte de las autoridades públicas, debido a que las matronas no poseían únicamente el conocimiento y la habilidad para asistir a la parturienta, sino que también se encargaban de la contracepción y el aborto. De acuerdo con la teoría de Heinsohn y Stieger, el estado moderno persiguió a las matronas como brujas, en un esfuerzo de repoblar el continente europeo, el cual había sufrido una enorme pérdida de mano de obra como resultado de la peste bubónica (también conocida como la peste negra) que había barrido el continente en diferentes oleadas, empezando en 1348.
Ellos interpretan las cazas de brujas enfocadas como ataque a las matronas y a su conocimiento sobre el control de la natalidad, teniendo un objetivo demográfico en mente. De hecho, después de las cazas de brujas, el número de hijos por madre aumentó de forma significativa, dando nombre a lo que ha sido llamado como la explosión poblacional europea de la Edad Moderna, generando una gran masa de personas jóvenes que permitieron a Europa colonizar grandes partes del resto del mundo.
Mientras los historiadores especializados en la caza de brujas se han mostrado críticos con este enfoque macroeconómico y siguen a favor de una perspectiva y explicación a bajo nivel, el prominente historiador sobre el control de la natalidad John M. Riddle ha expresado su acuerdo.

### SigloXX
En el siglo XX llegará la verdadera profesionalización de la obstetricia cuando se asume que la instrucción y la investigación son partes fundamentales para determinar un nivel de profesión, aflora el interés de las organizaciones profesionales por mantener el nivel educativo y de servicio y se produce el reconocimiento legislativo de la formación y función social.

## Definiciones y términos obstétricos
- embrión - concepto que va desde el momento de la implantación del cigoto en el útero hasta la semana 10 de gestación,
- feto - desde la semana 10 de gestación hasta el nacimiento,
- infante - desde el nacimiento hasta cumplir el primer año de vida,
- edad gestacional - tiempo desde la fecha de última menstruación (FUM) al presente,
- primer trimestre - hasta la semana 14 de gestación,
- segundo trimestre - de la semana 14 a las 28 de gestación,
- tercer trimestre - de la semana 28 de gestación hasta el alumbramiento
- viabilidad - edad mínima para que el feto pueda sobrevivir, se comprende dentro del tercer trimestre,
- recién nacido previable - alumbramiento anterior a las 24 semanas de gestación,
- recién nacido pretérmino - alumbramiento entre las semanas 24 y 37 de gestación,
- recién nacido a término - alumbramiento entre las semanas 37 a 42 de gestación,
- gravidad (G) - número de veces que una mujer ha estado embarazada,
- paridad (P) - número de embarazos con un alumbramiento más allá de la semana ¿20? o con un infante de peso mayor a 500 g.
- Ga Pw-x-y-z - a = número de embarazos, w = número de alumbramientos términos, x = número de alumbramientos pretérmino, y = número de embarazos fallidos, z = número de hijos nacidos vivos; ejemplo, G4P2-1-1-3 significa que una mujer tuvo un total de 4 embarazos, de los cuales 2 fue término, 1 pretérmino, 1 fallido y tuvo un total de 3 hijos nacidos vivos (2 términos + 1 pretérmino) otra clasificación es Gx Px Cx Ax, donde Gx corresponde al número de gestaciones de la gestante (por ejemplo, "G:1" significa "1 gestación"), Px corresponde al número de partos eutócicos (sin complicaciones) y Cx al número de cesáreas de la paciente (por ejemplo, "C:1" significa "1 cesárea"). Ax es el número de abortos de la gestante. Todos estos datos están incluidos en los antecedentes gíneco-obstétricos de la paciente.